# 聖薩爾瓦多德基赫區
14°41′38″S 74°07′27″W / 14.69389°S 74.12417°W
聖薩爾瓦多德基赫區（西班牙語：Distrito de San Salvador de Quije），是秘魯的一個區，位於該國中南部阿亞庫喬大區的蘇克雷省，始建於1962年5月21日，面積144.6平方公里，海拔高度3,210米，2005年人口1,525，人口密度每平方公里11人。